# Marc Buckland
Marc Buckland es un director de televisión y productor estadounidense.

## Filmografía
- Love Bites (2010) - Director, productor ejecutivo[1]
- My Name is Earl (2005–2007) - Director, productor ejecutivo
- Ed (2000–2004) - Director, productor ejecutivo
- The Jake Effect (2002) - Director, productor ejecutivo
- Scrubs (2001–2003) - Director
- Sports Night (1999) - Director
- The West Wing (1999) - Director
- Felicity (1998) - Director
- Murder One (1997) - Director

## Premios
Buckland ganó el Premio Emmy 2005/2006 a la mejor dirección en serie cómica (episodio: Piloto de My Name is Earl).